# Groove Is in the Heart
Groove Is in the Heart è un singolo dei Deee-Lite pubblicato nel 1990.
Si piazzò fra le prime posizioni delle classifiche di molti paesi e venne piazzata al secondo posto nella classifica delle "100 migliori canzoni dance di sempre" stilata dal sito Slant Magazine.

## Descrizione
Si tratta di un brano caratterizzato da giocose sonorità funky e numerosi campionamenti ripresi da diversi brani: la linea del basso proviene da Bring Down the Birds di Herbie Hancock, mentre le percussioni sono state prese da Get Up di Vernon Burch, Uptight di Billy Preston, Jam on the Groove di Ralph MacDonald e Right On di Ray Barretto. La frase introduttiva "We're going to dance and have some fun!" ("Stiamo per ballare e divertirci!") proviene invece da una registrazione didattica sulla danza orientale di Bel-Sha-Zaar, Tommy Genapopulis & the Grecian Knights, mentre sono presenti alcuni loop vocali tratti da Green Acres di Eva Gabor e da Hateful Head Helen della cantante omonima. Gli ospiti del brano includono il bassista Bootsy Collins, il cantante Q-Tip, e gli Horny Horns (ovvero Maceo Parker e Fred Wesley).

## Tracce
- CD maxi - Europa

1. Groove Is in the Heart (meeting of the minds mix) – 5:14
2. Groove Is in the Heart (peanut butter mix) – 3:31
3. What Is Love? (holographic goatee mix) – 4:10
4. What Is Love? (rainbow beard mix) – 4:04

- CD maxi - Stati Uniti

1. Groove Is in the Heart (LP version) – 3:55
2. Groove Is in the Heart (peanut butter radio mix) – 3:32
3. Groove Is in the Heart (meeting of the minds mix) – 5:14
4. Groove Is in the Heart (Jelly Jam beats) – 2:12
5. What Is Love? (holographic goatee mix) – 4:13
6. What Is Love? (frenchapella) – 0:57
7. What Is Love? (rainbow beard mix) – 4:03

- 7" single

1. Groove Is in the Heart (peanut butter mix) – 3:29
2. What Is Love? (holographic goatee mix) – 4:10

- 12" maxi

1. Groove Is in the Heart (meeting of the minds mix) – 5:10
2. Groove Is in the Heart (peanut butter mix) – 3:29
3. What Is Love? (holographic goatee mix) – 4:10
4. What Is Love?" (rainbow beard mix) – 4:02

- Cassetta

1. Groove Is in the Heart
2. What Is Love? (holographic goatee mix)

## Classifiche

### Posizioni raggiunte
| Classifica (1990-1991)                            | Posizione |
| ------------------------------------------------- | --------- |
| Australia (ARIA)                                  | 1         |
| Austria (Ö3 Austria Top 40)                       | 25        |
| Belgium (Ultratop 50 Singles (Fiandre) Flanders)  | 19        |
| Belgium (VRT Top 30 Flanders)                     | 18        |
| Canadian RPM 10 Dance                             | 1         |
| Canadian RPM Top Singles                          | 15        |
| France (SNEP)                                     | 31        |
| Germany (Offizielle Deutsche Charts)              | 17        |
| Ireland (IRMA)                                    | 8         |
| Italy (FIMI)                                      | 16        |
| Netherlands (Dutch Charts)                        | 10        |
| Netherlands (Mega Single Top 100)                 | 10        |
| New Zealand (The Official NZ Music Charts)        | 2         |
| Switzerland (Schweizer Hitparade)                 | 13        |
| UK (Official Charts Company)                      | 2         |
| U.S. Billboard Hot 100                            | 4         |
| U.S. Billboard Hot Dance Club Play                | 1         |
| U.S. Billboard Hot Dance Music/Maxi-Singles Sales | 1         |
| U.S. Billboard Hot R&B/Hip-Hop Singles            | 28        |
| Classifica (2012)                                 | Posizione |
| France (SNEP)                                     | 151       |

### Anno e posizione
| Classifica (1990)          | Posizione |
| -------------------------- | --------- |
| Australia (ARIA)           | 38        |
| Netherlands (Dutch Top 40) | 86        |
| Classifica (1991)          | Posizione |
| U.S. Billboard Hot 100     | 91        |

### Certificazioni
| Paese | Certificazione | Data              | Vendite autenticate |
| ----- | -------------- | ----------------- | ------------------- |
| U.S.  | Gold           | November 13, 1990 | 500,000             |